# تشارلز جوديير

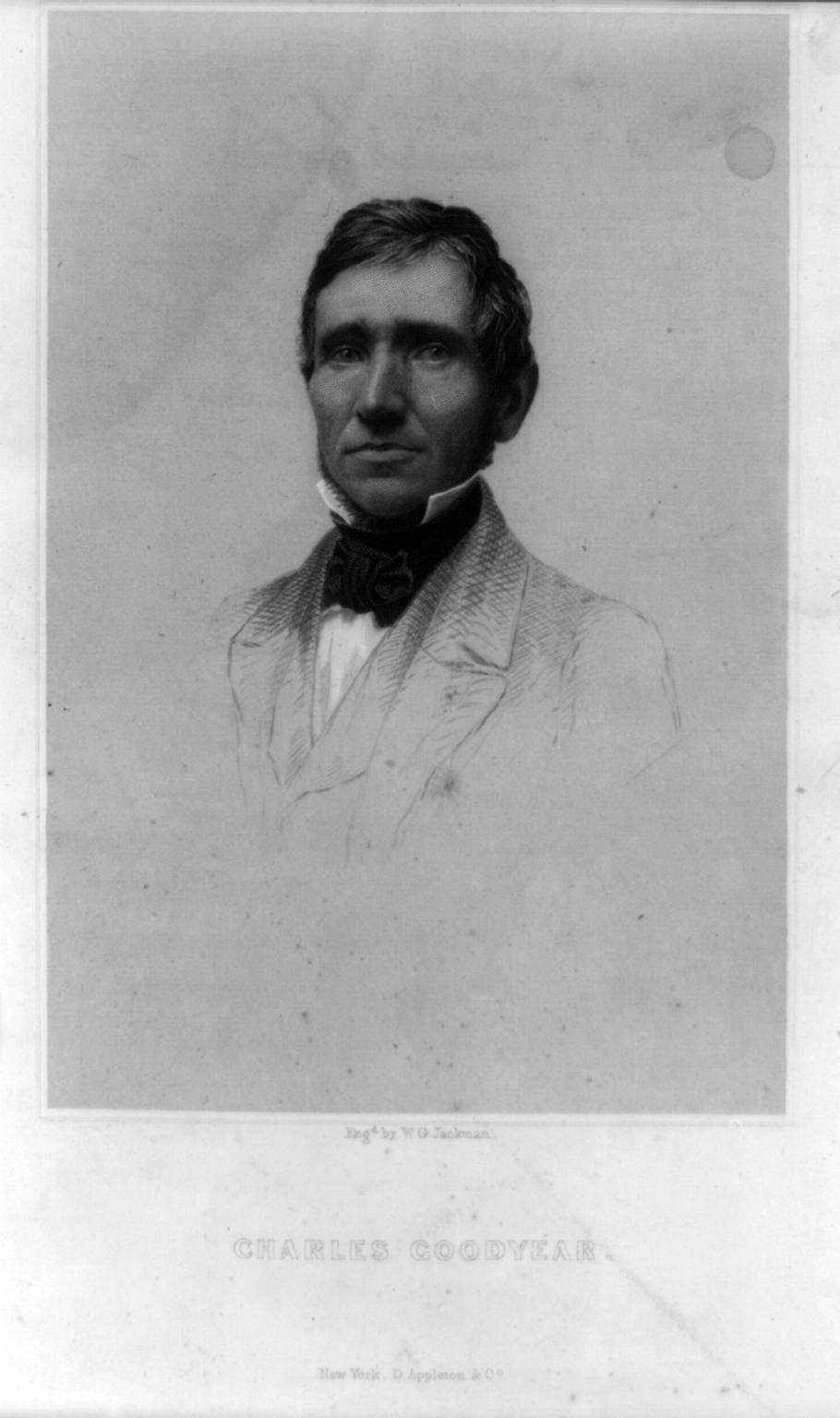
تشارلز جوديير

تشارلز نيلسون جوديير (بالإنجليزية: Charles Goodyear)‏ (29 ديسمبر 1800 في نيو هيفن، كونيتيكت - 1 يوليو 1860 في نيويورك) كيميائي ومخترع أمريكي. استطاع أن يخترع طريقة لتقوية المطاط.
وهو اسمه تشارلز جوديير

## حياته
ولد تشارلز كأول طفل من بين ستة لأماسا وسينثيا. في سن السابعة عشر من عمره حصل على عمل لدى شركة الأخوين روجرز في فيلادلفيا. في عام 1821 عاد من جديد إلى مدينته للعمل في شركة والده لتصنيع الآلات الزراعية. تزوج عام 1824 مع كلاريسا بيتشير. عامين بعد ذلك فتح في فيلادلفيا محل تجارة لبيع الحديد.

## أعماله
بدأ تشالرز تجاربه باستعمال نوعا خاما من المطاط بهدف جعل هذه المادة مفيدة في عمليات التصنيع. وبعد عدة تجارب قام بها اكتشف أن مادة الكبريت تساعد على تقليل لُزوجة المطاط. توفي تشارلز جوديير في مدينة نيويورك بعد أن تدهورت حالته الصحية، ستة أشهر قبل إتمامه سن الستين ومات فقيرا.
في عام 1898 أي بعد مرور 38 عاما على وفاته قام مهاجران ألمانيان بتأسيس شركة لإنتاج الإطارات المطاطية تحت اسم شركة جوديير تيري وروبر تخليدا وعرفانا له.

## روابط خارجية
- تشارلز جوديير على موقع الموسوعة البريطانية (الإنجليزية)
- تشارلز جوديير على موقع إن إن دي بي (الإنجليزية)